# Espita (válvula)

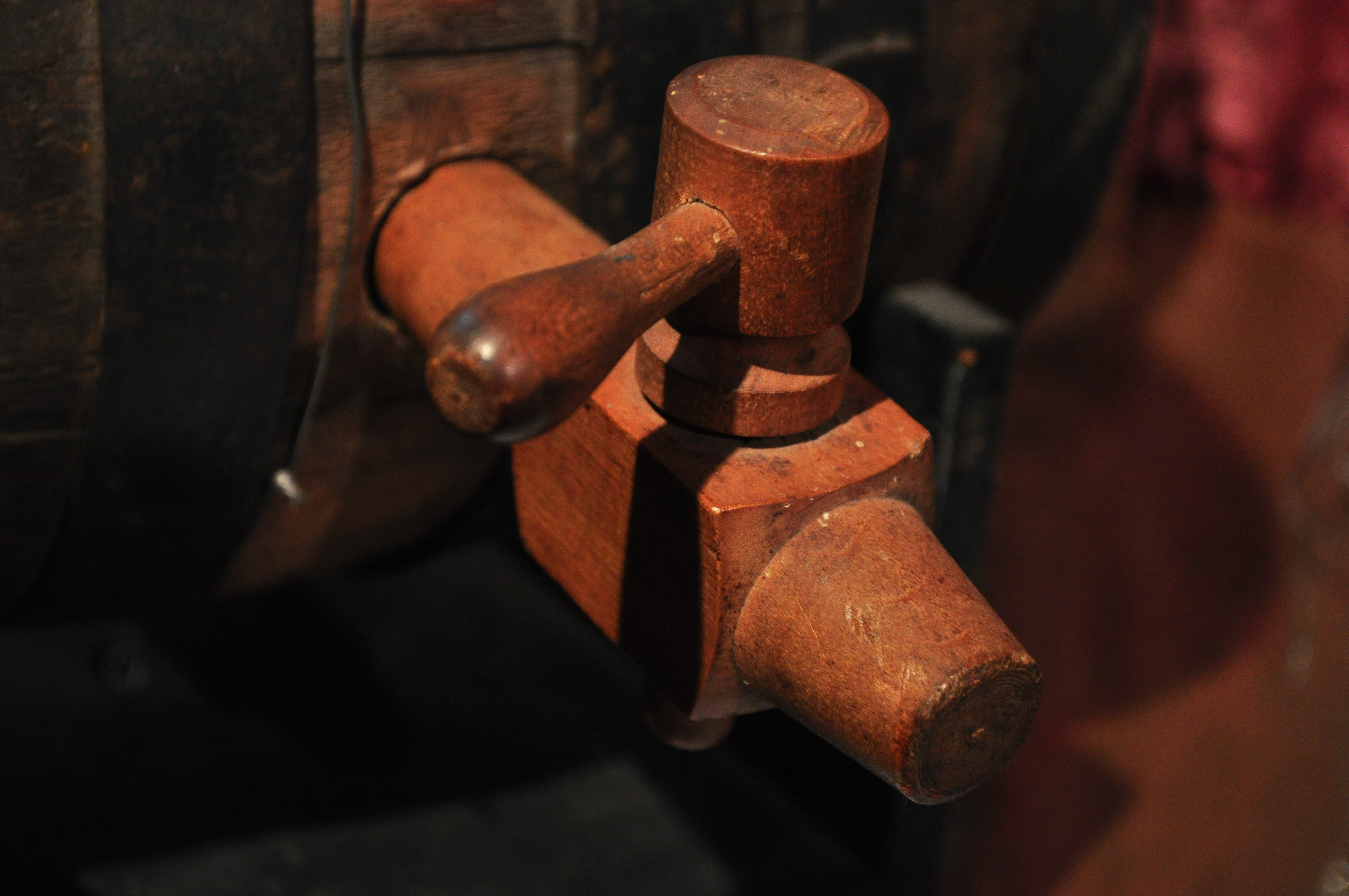
Una espita de madera en un barrilete de la época de la prohibición (c. 1925), de la colección del Eastside Heritage Center, Bellevue (Washington).

Espita es un tipo de válvula o canilla que tiene su origen en el artilugio usado en tonelería para cerrar y regular el líquido contenido en el recipiente, bien sea un barril de madera, o una antigua tinaja de arcilla. Funciona como llave o tapón y, de manera progresiva ha sido sustituida por diversos tipos de grifo (llave de paso).

## En la bodega
A lo largo de los siglos, desde la Antigüedad, el uso de la espita ha quedado asociado a las labores realizadas en las bodegas (en especial de vino y del almacenamiento de aceite), donde fue la llave de paso o tapón regulador más habitual y funcional, desarrollando una curiosa y variada tipología, conservada en los museos etnográficos.
Su uso y propiedades quedaron ya minuciosamente descritos en el Diccionario universal de agricultura teórica, práctica, económica, y de medicina rural y veterinaria, publicado por Rozier, en el cuarto de los doce volúmenes publicados entre 1781-1800.
En el Gran Diccionario del Vino (2001) viene definida como «pieza troncocónica» en general fabricada en madera y que sirve «para taponar el esquice» de toneles y barricas.

### Espita versus «espicha»
Asimismo, en la geografía septentrional española, y en la cultura de la fermentación de la manzana, en el norte de la península ibérica por ejemplo, el término castellano espita ha generado el término «espicha», locución en bable que cubre varias denominaciones además del festejo tradicional (reunión o merienda en el «llagar»), pues designa asimismo el lugar donde se celebra, la acción y efecto de catar o «espichar» la sidra, el agujero o agujeros del tonel, así como los canutillos, palitos, estacas, primitivos grifos o válvulas y demás ingenios para taponar y regular la salida del líquido.

## En otros campos

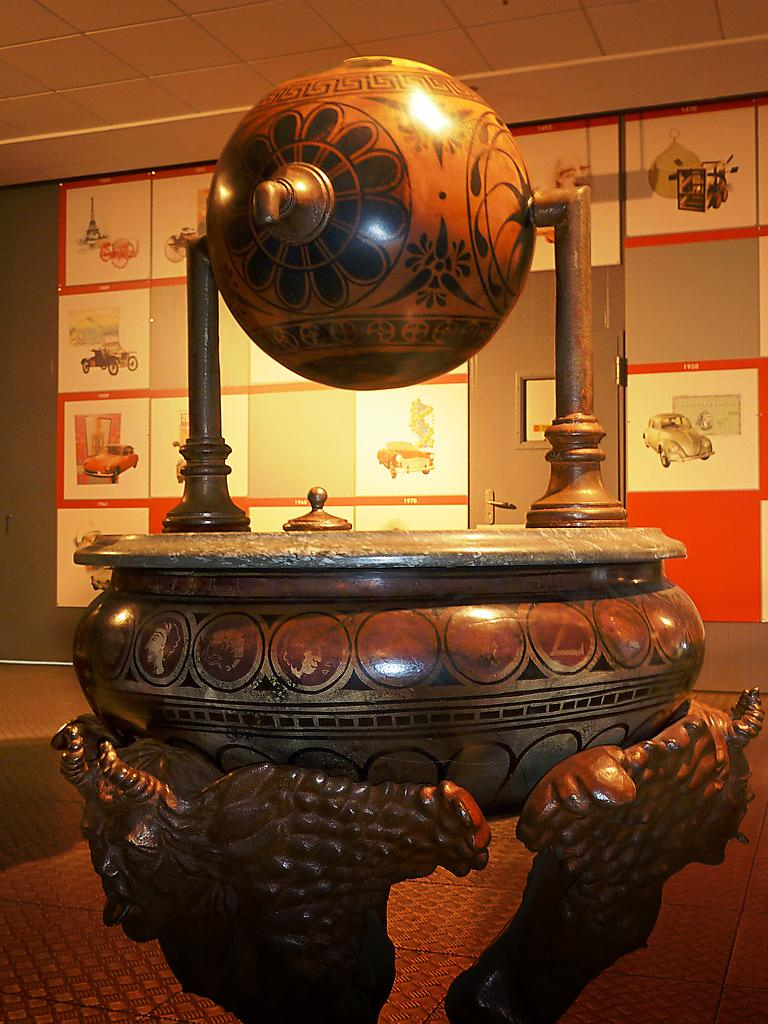
Aelópilo (o Eolípila) de Herón de Alejandría. Museo de Historia de la Automoción de Salamanca.

El uso del término espita se continúa aplicando en campos tan diversos como la fontanería, la medicina, o los tanques de combustible de gas licuado (el mecanismo de espita en la bombona de gas, por ejemplo), conformando distintos tipos de válvula de regulación, escape, control, etc.

### Uso figurado
El lenguaje retórico ha abusado a menudo de la aplicación figurada del término espita en contextos en los que lo más sencillo sería usar válvula o grifo, invasión ideológica que quizá haya sido sugerida por la imagen contundente del chorro liberado en un gran tonel al abrirse o retirarse la espita.

## En la literatura
Se atribuye al poeta alemán del siglo xviii, Angelus Silesius, el consejo presentado como epigrama con el número 113 en su libro El peregrino querúbico:

Amigo, si quieres beber, pon tu boca, como un hombre razonable, en la espita del tonel (en el tapón de la vasija).

Asimismo, el uso de la espita aparece descrito en la descripción que hace del trabajo de los aguadores de Madrid, el periodista y escritor Emilio Gutiérrez Gamero, vecino de la fuente de Pontejos: 

Varias de estas fuentes se hallaban en distintos puntos de la capital, pero no llega a mi memoria más que la situada en la plaza de Pontejos, circundada de multitud de cubas, con cada una de las cuales cargaba el fiel aguador, quien, echándosela al hombro, iba a repartir el líquido elemento a las casas de sus parroquianos (a la mía dos veces, o sea un par de cubas diarias) mediante la cantidad de treinta reales mensuales. En la cocina había dispuesto mi madre una ventruda tinaja; a ella se llegaba el modesto cuanto necesario "traydor" del agua, abría la espita de su artefacto, y yo me arrimaba al recipiente para ver como caía aquel benéfico chorro...
E. Gutiérrez Gamero Mis primeros ochenta años, 1925 (páginas 83-84) 